# Syndrome de Hughes-Stovin

Représentation des signes cliniques principaux

Le syndrome de Hughes-Stovin est défini par l'association d'anévrismes pulmonaires et de thrombose veineuse, notamment cave. C'est une complication rare de la maladie de Behçet, associée à un taux de mortalité élevé.

## Historique
Le syndrome a été décrit par John Patterson Hughes et Peter George Ingle Stovin en 1959.

## Épidémiologie
C'est une maladie rarissime avec quelques dizaines de cas décrits.

## Traitement
Il repose sur les corticoïdes ou le cyclophosphamide. 
La taille des anévrismes, avec risque de rupture, peut requérir une intervention chirurgicale ou une embolisation.